# Lakewood (Filippine)
Lakewood è una municipalità di quarta classe delle Filippine, situata nella Provincia di Zamboanga del Sur, nella regione della Penisola di Zamboanga.
Lakewood è formata da 14 baranggay:
- Bagong Kahayag
- Baking
- Biswangan
- Bululawan
- Dagum
- Gasa
- Gatub
- Lukuan
- Matalang
- Poblacion (Lakewood)
- Sapang Pinoles
- Sebuguey
- Tiwales
- Tubod